# Pace di Deulino

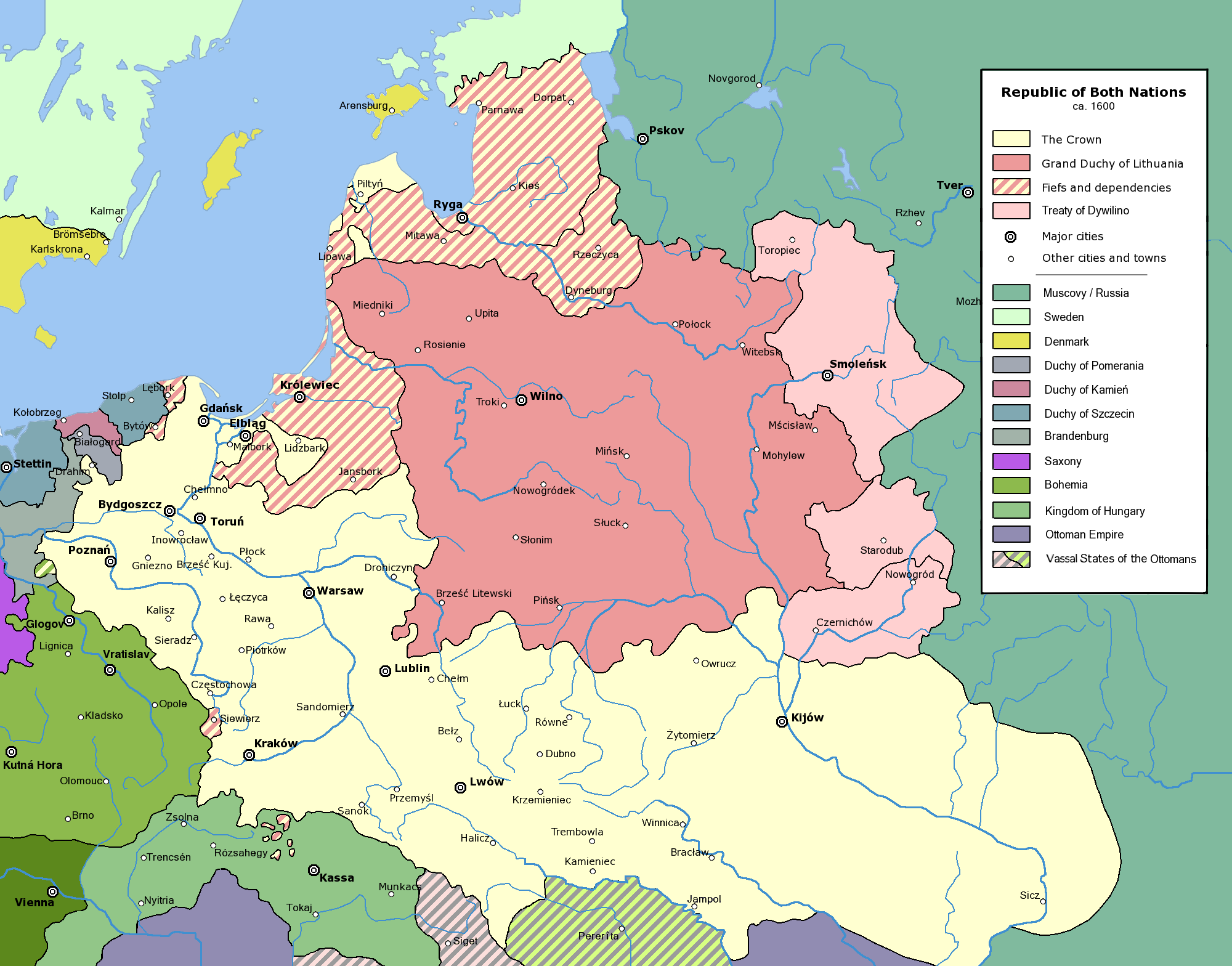
I territori, segnati in rosa, vennero acquisiti dalla Confederazione polacco-lituana. Molti di essi, compresa la città di Smolensk, appartenevano al Granducato di Lituania prima che venissero aggregati al Granducato di Mosca nel XVI secolo.

La pace di Deulino (anche nota come tregua o trattato di Dywilino) venne firmata l'11 dicembre 1618 ed ebbe effetto dal 4 gennaio 1619. Essa pose fine alla Guerra polacco-moscovita combattuta fra la Confederazione Polacco-Lituana e lo Zarato Russo.
L'accordo segnò la più grande acquisizione geografica nella storia della Confederazione polacco-lituana, che durò fin quando la Confederazione non concesse la Livonia nel 1629. Fra i territori acquisiti figurò il Voivodato di Smoleńsk e quello di Czernihów. La tregua avrebbe dovuto durare 14 anni e mezzo. La due fazioni in guerra si scambiarono i prigionieri fra i quali vi erano Filaret Romanov, Patriarca di Mosca.
Władysław IV, figlio del re della Confederazione Sigismondo III, rinunciò alla pretesa al trono di Mosca. Nel 1632, quando la pace di Deulino ebbe termine con la morte di Sigismondo III, le ostilità ripresero ed ebbe inizio un nuovo conflitto che prese il nome di guerra di Smolensk, terminata poi con il trattato di Polanów nel 1635.